# 郷
郷（ごう、きょう、さと）とは田舎または里を意味し、地方行政の単位（村の集合体）である。

## 日本における郷
| 国     | 郡     | 郷     |
| ------ | ------ | ------ |
| 山城国 | 葛野郡 | 橋頭郷 |
| 山城国 | 葛野郡 | 大岡郷 |
| 山城国 | 葛野郡 | 山田郷 |
| 山城国 | 葛野郡 | 川辺郷 |
| 山城国 | 葛野郡 | 葛野郷 |
| 山城国 | 葛野郡 | 川島郷 |
| 山城国 | 葛野郡 | 上林郷 |
| 山城国 | 葛野郡 | 櫟原郷 |
| 山城国 | 葛野郡 | 高田郷 |
| 山城国 | 葛野郡 | 下林郷 |
| 山城国 | 葛野郡 | 緜代郷 |
| 山城国 | 葛野郡 | 田邑郷 |
| 山城国 | 他7郡  | ―      |

### 律令制の郷
日本では奈良時代、律令制における地方行政の最下位の単位として、郡の下に 里 （り、さと）が設置された。里は50戸を一つの単位とし、里ごとに里長を置いた。
715年に里を郷（ごう、さと）に改称し、郷の下に新しく設定した2～3の里を置く郷里制に改めた。しかし里がすぐに廃止されて郷のみとなったため、郷が地方行政最下位の単位として残ることになった。
つまり、郷は戸という家族集団の集まりであるから、「人」の支配のために設けられた制度である。
平安時代中期の辞書である『和名抄』は、律令制の国・郡・郷の名称を網羅しており、例えば平安京が置かれた山城国葛野郡には12郷が存在していたことがわかる（右表参照）。

### 郷の変質
律令政治の弛緩は地方政治にも大きな影響を与え、従来は郡の下部組織であった郷の位置づけも変化して、有力な郷（郷倉が置かれた郷など）が郡から分離したり、郡そのものを分割したりすることで名称は依然として「郷」でありながら実質は郡と同じ役割を果たすものが登場した。その結果、中世に入る頃には郷は郡とほぼ同格の位置づけとなった。そのような状況において、旧来の郡司の指揮下で郷の行政を行っていた郷長は姿を消し、それに代わって郡司とほぼ同様の役目を担う郷の責任者として郷司が登場する。時期は11世紀とみられている。
中世・近世と郷の下には更に小さな単位である村（惣村）が発生して郷村制が形成されていった。これに伴い律令制の郷に限らず一定のまとまりをもつ数村を合わせて「○○郷」と呼ぶことがある。合掌造りで知られる白川郷などはその例である。

### 鹿児島県、宮崎県
近世の薩摩藩領（現在の鹿児島県本土、宮崎県南西部）においては薩摩藩の地方支配制度「外城制」（とじょうせい）による外城の管轄区域のことを郷と称した。なお、鹿児島城下46町及び鹿児島郡のうち吉田郷を除く区域には郷は置かれていない。
明治時代の町村制施行に伴い設置された町村は郷の区域を継承した町村が多いが、一部の大規模な郷については、上・中・下（伊集院郷）、上・下（東郷など）、東西（市来郷、南方郷など）に分割された。

### 長崎県
大村藩領（現在の長崎県彼杵地方）や福江藩領（現在の長崎県五島列島）においては、市町村下の行政区画である字（あざ）の単位として「○○郷」が用いられ、現在も西彼杵郡・東彼杵郡の各町、南松浦郡新上五島町、北松浦郡小値賀町、西海市の大部分で「○○郷」という地名が使われ続けている。長崎市域、佐世保市宮地域および宇久地区、大村市域、諫早市多良見町伊木力地区、五島市では、前近代的イメージを持つ「郷」を都会的イメージを持つ「町」に置き換えたり、「郷」の文字を削除するなどの所在名称変更を実施している。
なお、公的な文書等で「郷」の区域を「大字」と記載している場合があるが、これは便宜上の区域であり、実際には大字と小字の中間の区域にあたるため、大字ではない事に留意されたい。

## 中国における郷
中国において郷（簡体字：乡，繁体字：鄉）は秦・漢の時代から存在しており（→郷里制、漢代の地方制度を参照）、現在も行政区画として存続している。

### 中華人民共和国
中華人民共和国の行政区分においては省級・県級・郷級からなる「三級行政区画制度」の3番目の区分に属し、そして省級・地区級（行政督察区）・県級・郷級の「四級行政区画制度」では4番目の区分に属す。郷は県を構成する行政区画の主要な形式の一つである。
県級行政区の行政区画の主要な形式の一つとなっており、郷と同レベルの行政分区を「郷級行政区」と呼ぶ。それには下位区分が存在し、政府（役場）がある。郷の行政分区は主に村（民族村を含む）で稀に他のタイプの行政区画がある。郷級区画は何度も改革を受けた。参照項目：撤区併郷
| 年次   | 合計    | うち民族郷 |
| ------ | ------- | ---------- |
| 1951年 | 218,006 | -          |
| 1952年 | 275,200 | -          |
| 1983年 | 85,200  | ？         |
| 1986年 | 61,415  | 2,936      |
| 1988年 | 46,766  | 1,571      |
| 1990年 | 44,397  | 1,980      |
| 1992年 | 33,827  | ？         |
| 1994年 | 31,463  | ？         |
| 1995年 | 29,502  | ？         |
| 2000年 | 24,555  | 1,356      |
| 2001年 | 20,012  | 1,165      |
| 2002年 | 18,356  | 1,160      |
| 2003年 | 17,783  | 1,147      |
| 2004年 | 17,256  | 1,126      |

### 中華民国
中華民国における郷は地方行政制度の中の下部組織とし、県轄市、鎮に準じるものと規定されている。

直轄市市轄区
直轄市山地原住民区
市市轄区
県轄市
鎮
郷
山地郷

1999年1月25日に公布された中華民国地方制度法の第3条規定を根拠に設置されている。現在台湾の地方制度中での郷の明確な設置基準は定められておらず、現状は日本統治時代の「支庁」や、清代の「巡検」、鄭氏政権での「屯田」など、歴史的な区分に基づき設置されているが、合併などで新たな法的設置基準が求められている。